# 千佛阁街道
千佛阁街道，是中华人民共和国河南省周口市項城市下辖的一个乡镇级行政单位。

## 行政区划
千佛阁街道下辖以下地区：
任营社区、刘祖庙村、郭庄村、刘菜园村、霍营村、尚营村、袁张营村、吕店村、祁庄村、狮子李营村、大庙村、朱洼村、周集村、老君庙村和千佛阁村。